# Chrysosplenium woroschilovii
Chrysosplenium woroschilovii là một loài thực vật có hoa trong họ Saxifragaceae. Loài này được Netsaeva miêu tả khoa học đầu tiên năm 1976.